# The Last of Us Parte II
The Last of Us Parte II (The Last of Us Part II) è un videogioco di avventura dinamica, a sfondo post-apocalittico, sviluppato dalla casa di produzione Naughty Dog. È il sequel di The Last of Us e si svolge cinque anni dopo quest'ultimo. Il gioco è stato pubblicato su PlayStation 4 il 19 giugno 2020, dopo diversi rinvii.
Sebbene sia stato accolto da pareri discordi da parte del pubblico, The Last of Us Parte II viene spesso citato tra i migliori videogiochi di sempre. Il videogioco è stato il più premiato del 2020 nonché dell'intera storia videoludica dopo aver raggiunto il traguardo dei 321 premi come Gioco dell'Anno, superando The Witcher 3: Wild Hunt (270) e il prequel The Last of Us (256). Tra i molteplici riconoscimenti ottenuti, spiccano quello di "Ultimate Game of the Year" ai Golden Joystick Awards 2020 e quello di "Game of the Year" ai Game Awards 2020.
Il 19 maggio 2021 il gioco ha ricevuto una patch per PlayStation 5 che fornisce al titolo 4K nativo a 60fps (raddoppiando il framerate rispetto alla versione PS4/PS4 Pro), tempi di caricamento ridotti e una maggiore distanza di rendering. Il 19 gennaio 2024 viene pubblicata una versione nativa per PlayStation 5 chiamata The Last of Us Parte II Remastered, uscito anche su Microsoft Windows il 3 aprile 2025. Essa include una modalità di gioco aggiuntiva e vari aggiornamenti tecnici e visivi.

## Trama
In seguito agli eventi del primo capitolo, Joel Miller confessa a suo fratello Tommy di aver impedito alle Luci di effettuare l'intervento che avrebbe trovato una cura per la pandemia legata al fungo Cordyceps che sta martoriando il mondo, la quale avrebbe però portato alla morte di Ellie. Quattro anni dopo, Joel ed Ellie si sono stabiliti a Jackson, nel Wyoming, sebbene lentamente allontanandosi l'uno dall'altra. Mentre sono di pattuglia, Joel e Tommy salvano una donna sconosciuta di nome Abby Anderson da un'orda di infetti. Il gruppo si rifugia poi ad un avamposto del gruppo di Abby, ex membri delle Luci ora parte della milizia chiamata Washington Liberation Front, la quale ha sede a Seattle. Essi attaccano i due, poiché Abby si scoprirà più avanti essere in cerca di vendetta nei confronti di Joel a causa dell'assassinio di suo padre, il chirurgo delle Luci che tentò di operare Ellie (e che Joel uccise sgozzandolo con un bisturi). Nel frattempo, Ellie e la sua nuova ragazza Dina sono anch'esse di pattuglia e dopo essere state avvertite dall'amico (ed ex-fidanzato di Dina) Jesse del mancato rientro dei fratelli Miller, si dirigono a cercarli. Ellie riesce ad entrare nel rifugio del gruppo ma dopo aver trovato Joel (che sta venendo massacrato da Abby con una mazza da golf) non riesce a salvarlo perché viene bloccata dagli altri ragazzi. Abby dà il colpo di grazia a Joel davanti a Ellie, incapace di liberarsi e costretta a guardare mentre la sua figura paterna viene assassinata. Adirata per l'accaduto, la ragazza giura vendetta nei confronti del gruppo. Tommy ed Ellie vengono risparmiati e si risvegliano dopo l'arrivo di Dina e Jesse.
All'insaputa di tutti, Tommy parte per Seattle per dare la caccia ad Abby e il giorno seguente fanno lo stesso Ellie e Dina. Dopo essere sopravvissuta ad un'imboscata del WLF, Ellie è costretta dopo un incidente a rivelare a Dina di essere immune, con la ragazza che le rivela a sua volta di essere incinta (di Jesse). Il giorno seguente, dopo un flashback in cui la protagonista è con Joel a visitare un museo di scienza abbandonato nel giorno del suo compleanno, Ellie si mette sulle tracce di Tommy da sola e finisce per incontrare Jesse, che ha seguito fino a Seattle le ragazze per aiutarle ma, ferito, non può continuare ad accompagnare la protagonista che si mette alla ricerca di Nora, ragazza appartenente al gruppo di Abby. Nel tentativo di raggiungere l'ospedale in cui si trova Nora, Ellie si imbatte nei Serafiti (soprannominati le Iene), una setta religiosa in lotta con il WLF per il controllo di Seattle. La protagonista riesce poi a raggiungere Nora, uccidendola non prima di averla torturata per scoprire la posizione di Abby, rimanendo molto scossa. Un flashback rivela che, due anni prima, Ellie si era diretta da sola all'ospedale delle Luci di Salt Lake City, scoprendo la verità e decidendo di troncare i rapporti con Joel, perché le aveva mentito su tutto (finale del prequel). Finito il flashback, Ellie si sveglia e viaggia con Jesse per arrivare fino al porto, luogo dove pensa di trovare Tommy. Successivamente Ellie si divide dall'amico perché sicura di trovare Abby all'acquario. La ragazza non si trova nemmeno qui e dopo aver tentato disperatamente di scoprire la sua nuova posizione, Ellie si ritrova costretta ad uccidere anche Owen (ex-fidanzato di Abby) e Mel (fidanzata di Owen). Quest'ultima si rivela essere incinta e ad Ellie viene un attacco di panico, mentre giungono sul luogo Jesse e il ritrovato Tommy, che calmano la ragazza. Tornati al loro rifugio (il teatro) e pronti per tornare a casa, il gruppo viene sorpreso da Abby, che con un colpo di pistola uccide Jesse, prende in ostaggio Tommy e tiene sotto tiro Ellie.
Qui iniziano i tre giorni di permanenza del giocatore a Seattle nei panni di Abby, che si rivela essere a tutti gli effetti una seconda protagonista. Incontriamo nuovi personaggi e vediamo tutto con un altro punto di vista, conoscendo meglio gli amici di Abby (ancora vivi prima dell'arrivo di Ellie) e una storia completamente differente da quella dell'altra protagonista. Owen è sparito mentre indagava sull'attività delle Iene. Dirigendosi di nascosto a cercarlo, Abby viene però catturata dai Serafiti. Quando sta per morire dopo essere stata impiccata da una serafita di nome Emily, viene salvata da Yara e Lev, due fratelli appartenenti alla setta ma considerati apostati dopo che il secondo si era rifiutato di accettare i loro ideali. Sebbene Yara sia gravemente ferita ad un braccio, Abby decide di lasciare i due per andare a cercare Owen, il quale ha intenzione di salpare per Santa Barbara, dove le Luci sembrano starsi riformando. Dopo aver passato la notte con Owen, Abby torna indietro per salvare Yara e Lev e li porta da Owen e Mel, talentuosa chirurga. Dopo un tortuoso viaggio, Abby raggiunge insieme a Lev l'ospedale del WLF dove raccoglie, con l'aiuto di Nora, gli strumenti necessari per permettere a Mel di amputare il braccio di Yara. In seguito all'intervento, Lev (rivelatosi essere trans e di aver iniziato ad atteggiarsi da maschio dopo aver scoperto che sarebbe stato dato in moglie ad un anziano) fugge verso la "base" dei Serafiti, un'isola controllata interamente dalla setta, per cercare di convincere sua madre ad abbandonare le Iene e unirsi a loro, vedendosi però costretto ad ucciderla per autodifesa, mentre viene inseguito da Abby e Yara. I tre fuggono proprio mentre il WLF assalta l'isola della setta e per salvare il ragazzino a cui ormai si è molto legata, Abby tradisce la milizia, mentre Yara si sacrifica per permettere ai due di fuggire uccidendo Isaac, il leader del WLF. La coppia ritorna poi all'acquario e trova i cadaveri di Owen e Mel, insieme ad una mappa lasciata erroneamente da Ellie che conduce al loro nascondiglio. Tornati nel presente alla scena del teatro, Tommy cerca di liberarsi da Abby ma quest'ultima gli spara ferendolo e privandolo della vista da un occhio. Ellie guadagna tempo e prova a fuggire, ma viene inseguita da Abby. Quest'ultima affronta Ellie e Dina (nel frattempo accorsa in aiuto), riuscendo a sopraffarle entrambe. Tuttavia, convinta da Lev, Abby decide di risparmiarle, intimando loro di non farsi rivedere mai più.
Molto tempo dopo, Ellie e Dina vivono in una fattoria e crescono insieme il figlio di Dina e Jesse (che hanno chiamato JJ) sebbene Ellie soffra ancora di disturbo da stress post-traumatico in seguito alla morte di Joel e agli eventi di Seattle. Quando Tommy giunge alla fattoria rivelando di aver localizzato Abby, Ellie inizialmente si dimostra titubante all’idea, ma nella notte, si sveglia e si riarma di nuovo, pronta a farla finita una volta per tutte, poco dopo anche Dina si sveglia e la trova vicino all’uscita, cerca di farla ragionare e la implora a restare, ma Ellie alla fine esce dal ranch. Nel frattempo, Abby e Lev si trovano a Santa Barbara in cerca delle Luci, le quali si stanno effettivamente raggruppando sull'isola di Santa Catalina. I due vengono però catturati, torturati e lasciati a morire (legati a dei pali in spiaggia) dal gruppo di predoni schiavisti noto come Serpi. Dopo averla raggiunta, Ellie (anch'essa gravemente ferita dopo l'incontro con le Serpi) slega i due e sembra volerli lasciare andare. Dopo aver ricordato ancora una volta il volto martoriato di Joel, Ellie obbliga Abby ad affrontarla in uno scontro corpo a corpo. Ellie perde persino due dita ma alla fine riesce a sopraffare Abby. Quando è sul punto di ucciderla affogandola, decide però di lasciarla andare, dopo aver ricordato per la prima volta il volto di Joel sereno. Abby e Lev salpano quindi verso l'isola di Santa Catalina, dove potranno unirsi alle Luci. Dopo un salto temporale vediamo Ellie tornata alla fattoria, ormai abbandonata e senza nessuna traccia di Dina e JJ. Sono rimaste soltanto le cose della protagonista in una stanza al piano di sopra. Qui, Ellie, provando senza successo (per via della perdita delle due dita) a suonare la vecchia chitarra regalata da Joel, ricorda l'ultima conversazione con lui (la sera prima della sua morte) durante la quale gli disse che avrebbe dopo tanto tempo provato a perdonarlo. Finito il ricordo, la ragazza posa la chitarra, ultimo simbolo del legame tra lei e l'uomo, e parte da sola verso un futuro incerto.

## Modalità di gioco

Ellie in una scena del gioco

The Last of Us Parte II è un videogioco di sopravvivenza con elementi action e stealth e sfumature horror ambientato in un vasto mondo, ma comunque chiuso. Il giocatore può usare armi da fuoco e armi improvvisate per difendersi contro gli esseri umani ostili o le creature infettate dal Cordyceps. La modalità di gioco riprende e perfeziona quella vista nel precedente titolo. Quando il giocatore controlla il personaggio giocante, potrà muoversi liberamente all'interno dell'ambiente di gioco, saltando e scalando da un punto all'altro. Il giocatore può strisciare per terra in posizione prona per fuggire dai nemici, senza farsi sentire. Nel gioco, il giocatore potrà farsi assistere da un personaggio non giocante. Gli eventi nel gioco sono ambientati in 4 località americane: Jackson, Seattle, Salt Lake City e Santa Barbara.
Il gioco vede il ritorno della "Modalità ascolto", che permette al giocatore di individuare i nemici attraverso un elevato senso dell'udito, indicato come contorni visibili attraverso pareti e oggetti. Il giocatore può raccogliere degli integratori, per migliorare le proprie abilità, tramite un apposito albero. I rami principali dell'albero delle abilità, sono: Sopravvivenza, Creazione e Stealth. Migliorando la Sopravvivenza, aumenta la salute, il tempo di utilizzo della "Modalità ascolto" e la distanza da tiro. Migliorando la Creazione, aumenta la velocità di creazione e la possibilità di creare delle granate stordenti, fumogene o esplosive. Migliorando lo Stealth, aumenta la velocità di movimento da disteso, permette di uccidere più velocemente i nemici in modo furtivo e sblocca il silenziatore per la pistola. The Last of Us Parte II introduce i cani da guardia, che possono tracciare l'odore del giocatore.

## Personaggi principali
- Ellie: la protagonista del gioco e principale personaggio giocante, già apparsa nel capitolo precedente. Dopo gli eventi della prima parte appare più seria e disillusa, alle prese con gli ultimi anni della propria adolescenza assieme ai due amici Dina e Jesse. Un evento traumatico la convincerà a partire per Seattle in cerca di vendetta.
- Abigail "Abby" Anderson: a tutti gli effetti una seconda protagonista e un personaggio giocante appartenente alla fazione del WLF (Washington Liberation Front). È una ragazza molto dura, ma che sa anche essere buona. Le sue azioni daranno il via agli eventi del gioco.
- Joel Miller: protagonista e personaggio giocante del primo capitolo, è il fratello di Tommy e la figura paterna di Ellie. Dopo aver perso la figlia Sarah durante il giorno del contagio, è sopravvissuto in un mondo che crollava su se stesso. Dopo gli eventi del primo capitolo dovrà affrontare le conseguenze delle sue scelte.
- Dina: grande amica e fidanzata di Ellie, è una ragazza coetanea della protagonista, e come lei vive a Jackson. Di carattere forte e sicuro, rappresenta uno dei pochi appigli di Ellie, a lei fortemente legata. Ha avuto una relazione amorosa con Jesse, amico delle due ragazze. Racconta successivamente di avere origini ebraiche, e Ispaniche.
- Jesse: grande amico di Ellie ed ex-fidanzato di Dina, è un ragazzo di origini asiatiche che risiede a Jackson. Estremamente disponibile nei confronti dei suoi amici, è un ragazzo di buon cuore e con un grande senso della giustizia.
- Lev: ragazzino appartentente al culto dei Serafiti, per via di una sua scelta è costretto a fuggire dalla sua gente assieme alla sorella Yara. I due incontreranno Abby e avranno una grande influenza su di lei.
- Yara: sorella di Lev, ha abbandonato il culto sostenendo il fratello. Con Lev incontrerà Abby, che deciderà di aiutarli andando contro i propri princìpi.
- Tommy Miller: fratello di Joel e marito di Maria, già presente nel capitolo precedente. Più buono e compassionevole del fratello, dopo lo scoppio dell'epidemia lo abbandonò per via dei modi crudeli di quest'ultimo, ma i due si riconciliarono durante il viaggio di Joel assieme ad Ellie.

## Sviluppo
Lo sviluppo di The Last of Us Parte II è iniziato nel 2014. Troy Baker e Ashley Johnson hanno ripreso i loro rispettivi ruoli di Joel ed Ellie (rispettivamente doppiati dalle voci italiane di Lorenzo Scattorin e Gea Riva). La sceneggiatura del videogioco è stata scritta da Neil Druckmann e Halley Gross. Il compositore Gustavo Santaolalla ritorna nel secondo capitolo per comporre le colonne sonore. Anthony Newman e Kurt Margenau sono i game director, ruolo che, nel primo capitolo, fu svolto da Bruce Straley. Quest'ultimo ha lasciato la Naughty Dog nel 2017.
The Last of Us Parte II è stato annunciato alla PlayStation Experience il 3 dicembre 2016. Il primo trailer ha rivelato il ritorno di Ellie e Joel, la cui storia si svolge quattro anni dopo gli eventi della prima parte. In questa occasione Druckmann ha affermato che la trama di Parte II sarebbe ruotata intorno all'odio.
Il 30 ottobre 2017 alla Paris Games Week è stato mostrato un secondo trailer, in cui compaiono quattro nuovi personaggi: Yara (interpretato da Victoria Grace), Lev (Ian Alexander), Emily (Emily Swallow) e un personaggio misterioso interpretato da Laura Bailey. Come dichiarato da Druckmann, tutti i personaggi mostrati saranno parte integrante del prossimo viaggio di Ellie e Joel.
Il 12 giugno 2018 il gioco è stato presentato alla fiera Sony E3 2018, dove è stato introdotto per la prima volta il gameplay del gioco. Nel trailer è presente una scena in cui Ellie bacia un'altra donna di nome Dina (Shannon Woodward); Neil Druckmann ha spiegato che la creazione di un bacio, dall'aspetto realistico, è stato un compito difficile per l'animazione, a causa dell'attrezzatura necessaria per il motion capture che non consentiva di avvicinarsi durante la realizzazione della scena. La critica ha apprezzato la grafica migliorata, l'intelligenza artificiale dei nemici e gli scontri mostrati nel trailer.
Il 24 settembre 2019 è stata mostrata a Los Angeles la presentazione State of Play, ufficializzata dalla Sony. In esclusiva, il 26 settembre, la stampa potrà giocare alla demo per quasi tre ore con nuovi dettagli.
Nello stesso giorno, durante lo State of Play tenuto in diretta streaming da Sony, viene mostrato un nuovo trailer che svela la data di uscita del gioco, prevista per il 21 febbraio 2020. Il 24 ottobre successivo, a esattamente un mese dall'annuncio della data d'uscita, viene rivelato che il gioco subirà un ritardo di circa tre mesi e verrà pubblicato il 29 maggio dello stesso anno. A inizio aprile del 2020 la data di uscita del gioco è stata rimandata un'altra volta, stavolta a data da destinarsi a causa della pandemia di COVID-19 del 2020. Il 27 dello stesso mese l'azienda nipponica annuncia che l'uscita del titolo è prevista per il 19 giugno 2020.
Il 6 maggio 2020 viene condiviso il nuovo "Story trailer" da parte di Sony a seguito dello scandalo riguardante i famosi leak. Il trailer ribadisce la data fissata in precedenza per il 19 giugno.
Il progetto ha ricevuto il riconoscimento come gioco più preordinato su Amazon in vari paesi del mondo e fin dai primi giorni riscuote un incredibile successo.
Il 13 agosto 2020 esce la patch 1.05, soprannominata Modalità Realismo. Con quest'aggiornamento vengono aggiunte varie modifiche di personalizzazione grafica ma soprattutto un nuovo livello massimo di difficoltà e l'opzione Morte Permanente: i giocatori dovranno cercare di completare l'intero gioco senza morire neanche una volta o rischiano di ricominciare l'intera avventura persino dall'inizio. Sia la Grounded che la Permadeath Mode garantiranno l'ottenimento di due nuovi trofei, comunque non necessari ai fini del trofeo platino.
Il 3 dicembre 2020 viene pubblicato un nuovo story trailer dedicato ad Abby e al suo drammatico viaggio. Per citare il Senior Communications Manager di Naughty Dog Scott Lowe, il trailer «esplora le sue origini, gli eventi che hanno dato il via alla sua vendetta e le ripercussioni devastanti che ne conseguono».

### Remastered
The Last of Us Part II Remastered è una versione rimasterizzata del videogioco The Last of Us Part II, sviluppata da Naughty Dog e pubblicata da Sony Interactive Entertainment per PlayStation 5 il 19 gennaio 2024. Il gioco è stato annunciato ufficialmente nel novembre 2023, a seguito di una fuga di notizie sull’elenco del PlayStation Store. I possessori della versione originale per PlayStation 4 possono effettuare l’aggiornamento digitale al costo di 10 dollari statunitensi. In alcune regioni è stata distribuita un’edizione speciale, che include una custodia steelbook, figurine, toppe e spille.
La versione rimasterizzata introduce miglioramenti grafici, tempi di caricamento ridotti, supporto alle funzionalità del controller DualSense, descrizione audio per l’accessibilità, una modalità focalizzata sulla speedrun e un commento audio per le scene d’intermezzo con Neil Druckmann, Halley Gross, Ashley Johnson, Troy Baker, Laura Bailey e Victoria Grace. L’annuncio del gioco ha suscitato un dibattito tra la stampa e i giocatori riguardo alla necessità di una rimasterizzazione a soli quattro anni dal lancio originale, sebbene alcuni abbiano ritenuto giustificata la nuova edizione grazie alle aggiunte e al prezzo ridotto per gli utenti esistenti.
Tra le nuove modalità di gioco introdotte vi sono Guitar Free Play, che consente di suonare liberamente con Ellie, Joel e Gustavo Santaolalla (riprodotto in-game) in diverse ambientazioni con strumenti sbloccabili, tra cui un banjo; Lost Levels, che include tre sequenze di gioco scartate e incomplete accompagnate da un’introduzione di Druckmann e dal commento dei designer Pete Ellis e Banun Idris; e No Return, una modalità roguelike incentrata sulla sopravvivenza, con incontri di combattimento generati casualmente.
No Return permette di scegliere tra dieci personaggi giocabili, ognuno con abilità e sfide uniche, il cui completamento consente di sbloccare nuove skin e modifiche al gameplay. Ogni partita prevede cinque incontri casuali seguiti da uno scontro con un boss. Gli incontri si suddividono in quattro categorie principali: combattimenti contro ondate di nemici, cattura di una cassaforte custodita, difesa di un alleato e altri obiettivi. Gli oggetti, le armi e i potenziamenti raccolti durante una sessione vengono persi al termine della partita, indipendentemente dall’esito.
Nell’ottobre 2024, The Last of Us Part II Remastered ha ricevuto un aggiornamento per migliorare risoluzione e framerate su PlayStation 5 Pro. Durante i Game Awards dello stesso anno, Naughty Dog ha annunciato che il gioco verrà pubblicato su Microsoft Windows il 3 aprile 2025, con il supporto di Nixxes Software e Iron Galaxy.

### Sequel
Nonostante a giugno 2020 e nel corso dei mesi successivi all'uscita del videogioco il direttore Neil Druckmann avesse escluso le possibilità di un sequel nell'immediato data la sua complessità, il 28 aprile 2021 è tornato a esprimersi sul tema. A un podcast ha dichiarato che i contorni della trama di un eventuale The Last of Us Parte III, sarebbero già stati delineati. Il gioco non è in via di sviluppo, ma con la sceneggiatrice Halley Gross ci sarebbe la volontà di esplorare ciò che accade dopo Parte II. Il 2 febbraio 2024, in occasione della pubblicazione di Grounded II, un documentario dedicato allo sviluppo di The Last of Us Parte II, il responsabile della software house ha lasciato intendere per la prima volta che il franchise lanciato nel 2013 sarà molto probabilmente ampliato con un nuovo atto in futuro. Queste le sue parole: «Non ho ancora una storia, ma ho in mente un'idea intrigante proprio come quella del primo e del secondo gioco. Alla fine, credo proprio che ci sarà un altro capitolo di questa storia». Nonostante queste parole promettenti, lo stesso Druckmann, rispondendo a una domanda diretta sulla questione nel marzo del 2025, sembra invece aver messo in dubbio l'esistenza di un nuovo sequel, dicendo di «non scommettere sul fatto che ci sarà un altro The Last of Us».

## Accoglienza
| Data             | Premio                              | Categoria                                                        | Risultato       | Fonte         |
| ---------------- | ----------------------------------- | ---------------------------------------------------------------- | --------------- | ------------- |
| gennaio 2017     | PlayStation Blog                    | Gioco più atteso                                                 | Vinto           | [ 50 ]        |
| 17 novembre 2017 | 35st Golden Joystick Awards         | Gioco più atteso                                                 | Vinto           | [ 51 ]        |
| 7 dicembre 2017  | The Game Awards                     | Gioco più atteso                                                 | Vinto           | [ 52 ]        |
| 2 luglio 2018    | Game Critics Awards                 | Premio speciale per la grafica e il suono                        | Vinto           | [ 53 ]        |
| 16 novembre 2018 | 36st Golden Joystick Awards         | Gioco più atteso                                                 | Candidato       | [ 54 ]        |
| 3 dicembre 2018  | Gamers' Choice Awards               | Gioco più atteso                                                 | Vinto           | [ 55 ]        |
| 24 novembre 2020 | Golden Joystick Awards 2020         | Miglior Gioco dell'Anno                                          | Vincitore/trice | [ 10 ] [ 56 ] |
| 24 novembre 2020 | Golden Joystick Awards 2020         | Miglior Gioco dell'Anno PlayStation                              | Vincitore/trice | [ 10 ] [ 56 ] |
| 24 novembre 2020 | Golden Joystick Awards 2020         | Miglior Studio (Naughty Dog)                                     | Vincitore/trice | [ 10 ] [ 56 ] |
| 24 novembre 2020 | Golden Joystick Awards 2020         | Miglior Audio                                                    | Vincitore/trice | [ 10 ] [ 56 ] |
| 24 novembre 2020 | Golden Joystick Awards 2020         | Miglior Storia                                                   | Vincitore/trice | [ 10 ] [ 56 ] |
| 24 novembre 2020 | Golden Joystick Awards 2020         | Miglior Comparto Artistico                                       | Vincitore/trice | [ 10 ] [ 56 ] |
| 4 dicembre 2020  | TIGA Awards 2020                    | Miglior Gioco Azione e Avventura                                 | Vincitore/trice | [ 57 ]        |
| 4 dicembre 2020  | TIGA Awards 2020                    | Miglior Audio                                                    | Candidato/a     | [ 57 ]        |
| 10 dicembre 2020 | The Game Awards 2020                | Miglior Gioco dell'Anno                                          | Vincitore/trice | [ 11 ]        |
| 10 dicembre 2020 | The Game Awards 2020                | Miglior Regia                                                    | Vincitore/trice | [ 11 ]        |
| 10 dicembre 2020 | The Game Awards 2020                | Miglior Narrativa                                                | Vincitore/trice | [ 11 ]        |
| 10 dicembre 2020 | The Game Awards 2020                | Miglior Direzione Artistica                                      | Candidato/a     | [ 11 ]        |
| 10 dicembre 2020 | The Game Awards 2020                | Miglior Colonna Sonora                                           | Candidato/a     | [ 11 ]        |
| 10 dicembre 2020 | The Game Awards 2020                | Miglior Audio                                                    | Vincitore/trice | [ 11 ]        |
| 10 dicembre 2020 | The Game Awards 2020                | Miglior Performance (Ashley Johnson)                             | Candidato/a     | [ 11 ]        |
| 10 dicembre 2020 | The Game Awards 2020                | Miglior Performance (Laura Bailey)                               | Vincitore/trice | [ 11 ]        |
| 10 dicembre 2020 | The Game Awards 2020                | Miglior Innovazione e Accessibilità                              | Vincitore/trice | [ 11 ]        |
| 10 dicembre 2020 | The Game Awards 2020                | Miglior Gioco d'Azione e Avventura                               | Vincitore/trice | [ 11 ]        |
| 14 dicembre 2020 | Titanium Awards 2020                | Miglior Gioco dell'Anno                                          | Vincitore/trice | [ 58 ]        |
| 14 dicembre 2020 | Titanium Awards 2020                | Miglior Narrativa                                                | Vincitore/trice | [ 58 ]        |
| 14 dicembre 2020 | Titanium Awards 2020                | Miglior Colonna Sonora                                           | Vincitore/trice | [ 58 ]        |
| 18 dicembre 2020 | PlayStation Blog Awards 2020        | Miglior Narrativa                                                | Vincitore/trice | [ 59 ]        |
| 18 dicembre 2020 | PlayStation Blog Awards 2020        | Miglior Accessibilità                                            | Vincitore/trice | [ 59 ]        |
| 18 dicembre 2020 | PlayStation Blog Awards 2020        | Miglior Grafica                                                  | Vincitore/trice | [ 59 ]        |
| 18 dicembre 2020 | PlayStation Blog Awards 2020        | Miglior Direzione Artistica                                      | Candidato/a     | [ 59 ]        |
| 18 dicembre 2020 | PlayStation Blog Awards 2020        | Miglior Colonna Sonora                                           | Vincitore/trice | [ 59 ]        |
| 18 dicembre 2020 | PlayStation Blog Awards 2020        | Miglior Audio                                                    | Vincitore/trice | [ 59 ]        |
| 18 dicembre 2020 | PlayStation Blog Awards 2020        | Miglior Nuovo Personaggio (Abby)                                 | Candidato/a     | [ 59 ]        |
| 18 dicembre 2020 | PlayStation Blog Awards 2020        | Miglior Sequenza di Gioco (il finale)                            | Vincitore/trice | [ 59 ]        |
| 18 dicembre 2020 | PlayStation Blog Awards 2020        | Miglior Gioco dell'Anno PS4                                      | Vincitore/trice | [ 59 ]        |
| 18 dicembre 2020 | PlayStation Blog Awards 2020        | Studio dell'Anno (Naughty Dog)                                   | Vincitore/trice | [ 59 ]        |
| 21 dicembre 2020 | IGN's Game of the Year 2020         | Miglior Gioco dell'Anno (scelto dai lettori)                     | Vincitore/trice | [ 60 ]        |
| 22 dicembre 2020 | Game Informe's Top 10 Games Of 2020 | Miglior Gioco dell'Anno                                          | Vincitore/trice | [ 61 ]        |
| 27 gennaio 2021  | Hollywood Music in Media Awards     | Miglior Supervisione delle Musiche                               | Candidato/a     | [ 62 ]        |
| 27 gennaio 2021  | Hollywood Music in Media Awards     | Miglior Colonna Sonora                                           | Candidato/a     | [ 62 ]        |
| 22 febbraio 2021 | NAVGTR Awards                       | Miglior Regia                                                    | Vincitore/trice | [ 63 ]        |
| 22 febbraio 2021 | NAVGTR Awards                       | Miglior Gameplay                                                 | Vincitore/trice | [ 63 ]        |
| 22 febbraio 2021 | NAVGTR Awards                       | Miglior Gioco d'Azione e Avventura                               | Vincitore/trice | [ 63 ]        |
| 22 febbraio 2021 | NAVGTR Awards                       | Miglior Performance Protagonista (Ashley Johnson e Laura Bailey) | Vincitore/trice | [ 63 ]        |
| 22 febbraio 2021 | NAVGTR Awards                       | Miglior Performance Non Protagonista (Troy Baker)                | Vincitore/trice | [ 63 ]        |
| 22 febbraio 2021 | NAVGTR Awards                       | Migliori Effetti Sonori                                          | Vincitore/trice | [ 63 ]        |
| 22 febbraio 2021 | NAVGTR Awards                       | Miglior Audio                                                    | Vincitore/trice | [ 63 ]        |
| 22 febbraio 2021 | NAVGTR Awards                       | Miglior Sceneggiatura                                            | Vincitore/trice | [ 63 ]        |
| 22 marzo 2021    | SXSW awards                         | Miglior Narrativa                                                | Vincitore/trice | [ 64 ]        |
| 25 marzo 2021    | British Academy Video Games Awards  | Miglior Gioco dell'Anno scelto dal pubblico                      | Vincitore/trice | [ 65 ]        |
| 25 marzo 2021    | British Academy Video Games Awards  | Miglior Performance Protagonista (Laura Bailey)                  | Vincitore/trice | [ 65 ]        |
| 25 marzo 2021    | British Academy Video Games Awards  | Miglior Animazione                                               | Vincitore/trice | [ 65 ]        |
| 6 aprile 2021    | Visual Effects Society Awards       | Migliori Effetti Visivi                                          | Candidato/a     | [ 66 ]        |
| 8 aprile 2021    | GLAAD Media Awards                  | Miglior Videogioco                                               | Vincitore/trice | [ 67 ]        |
| 13 aprile 2021   | German Video Game Awards            | Miglior Videogioco Internazionale                                | Vincitore/trice | [ 68 ]        |
| 22 aprile 2021   | DICE Awards                         | Miglior Storia                                                   | Vincitore/trice | [ 69 ]        |
| 22 aprile 2021   | DICE Awards                         | Miglior Animazione                                               | Vincitore/trice | [ 69 ]        |

### Critica
Sul sito web Metacritic, stando alle recensioni aggregate nel sito, The Last of Us Parte II ha avuto un voto di 93/100 basato su 114 recensioni professionali e un voto di 5,8 in base alle recensioni del pubblico. I recensori hanno elogiato la trama, le dinamiche di gameplay e la grafica del gioco.
| Testata        | Giudizio |
| -------------- | -------- |
| IGN            | 10/10    |
| Empire         | 5/5      |
| Game Informer  | 10/10    |
| The Guardian   | 5/5      |
| Everyeye.it    | 10/10    |
| Multiplayer.it | 9,7/10   |

Nonostante un'accoglienza positiva generale, soprattutto della critica specializzata (anche se non mancano le recensioni professionali che hanno assegnato voti inferiore all'8/10 come quella di IGN Japan), il videogioco ha raccolto giudizi molto bassi da parte di tantissimi giocatori. Il videogioco, fin dal primo giorno della pubblicazione, ha infatti subito un pesante "review bombing", fenomeno che vede le persone lasciare recensioni negative nel tentativo di boicottare le vendite o la popolarità dell'opera, in particolare per attirare l'attenzione verso un problema con il prodotto o chi lo vende. Dopo l'uscita del gioco originale nel 2020, lo stesso fenomeno ha continuato fino ad oggi ed è avvenuto anche per le nuove versioni e le espansioni uscite negli anni seguenti, anche se in modo più contenuto. Molti di queste recensioni contestano la trama e le scelte narrative, la caratterizzazione dei personaggi (ritenuta iniqua rispetto al primo capitolo), il finale e l'inserimento forzato di tematiche LGBT e SJW all'interno del videogame. Sia nelle recensioni che sui social, sono anche stati pesantemente attaccati in prima persona gli attori e i responsabili di Naughty Dog. Queste recensioni hanno portato la valutazione degli utenti del gioco sotto al 6/10, in netto contrasto con il 93/100 dato dalle valutazioni dei critici professionisti. Nonostante le controversie iniziali, gli utenti di Metacritic hanno poi eletto The Last of Us Parte II come miglior videogioco del 2020.
Dopo la presentazione dei diversi trailer, il gioco è stato criticato a causa della presenza di eccessiva crudeltà e alto livello di violenza. Il direttore creativo Neil Druckmann ha commentato questa valutazione delle critiche in un'intervista a Kotaku, affermando che tutto ciò che viene mostrato è stato concepito in questo modo e la violenza dovrebbe respingere, piuttosto che attirare.
(Neil Druckmann, lo sceneggiatore principale del gioco e vicepresidente di Naughty Dog)
Come precedentemente detto, il gioco, da una parte, è stato fortemente criticato per via dell'esplicita omosessualità di Ellie (nonostante si conoscesse già la sua sessualità grazie agli avvenimenti narrati in The Last of Us: Left Behind). D'altra parte, la sessualità di Ellie è stata invece molto apprezzata dalla community di videogiocatori LGBT che si è sentita rappresentata dalla protagonista. Alcuni membri della comunità transgender hanno anche criticato la rappresentazione di Lev, un personaggio secondario trans, principalmente per la presenza di nemici che utilizzano il suo deadname, la sua creazione da parte di scrittori cisgender, e l’utilizzo di storie trans come tragedie. Stacey Henley del VG247 rispose tuttavia che il deadname venne utilizzato in maniera limitata, e che fu un attore trans, Ian Alexander, a doppiare e interpretare in motion capture il personaggio.
Sony ha annunciato che il gioco ha venduto oltre quattro milioni di copie nei primi tre giorni dopo la sua uscita, diventando l'esclusiva PS4 più rapidamente venduta di sempre. In seguito, il gioco è stato votato dagli utenti PlayStation come la migliore pubblicazione del mese di giugno 2020. Ad ottobre, il gioco è stato inserito da Game Informer tra i migliori videogiochi dell'attuale generazione, mentre, a novembre, ha vinto 6 premi ai Golden Joystick Awards 2020, tra cui quelli di Ultimate Game of the Year e PlayStation Game of the Year. Nello stesso mese, la rivista Time inserisce il gioco tra i 10 migliori videogiochi del 2020 e a dicembre, il gioco vince come Miglior Gioco Azione e Avventura ai TIGA awards 2020. Più tardi quel mese, il videogame vince 7 premi ai The Game Awards 2020, 3 premi ai Titanium Awards e 8 premi ai PlayStation Blog Awards: in tutti e tre gli eventi, è stato premiato come Game of the Year.
Anche i lettori di IGN e lo staff di Game Informer lo hanno premiato come Gioco dell'Anno, con il successo che è arrivato anche in Italia, dove molte redazioni come Everyeye.it, Spaziogames.it ed Eurogamer.it hanno premiato il gioco con diversi riconoscimenti, tra cui quello più importante di Gioco dell'Anno.
A gennaio 2021, il gioco ottiene due candidature presso gli Hollywood Music in Media Awards, mentre a febbraio, il gioco riceve 8 premi presso i NAVGTR Awards, tra cui quello come Miglior Gioco d'Azione e Avventura. A marzo, il gioco viene premiato nella categoria "Excellence in Narrative" presso gli SXSW Awards, e stabilisce un nuovo record di candidature ai British Academy Video Games Awards, venendo nominato in 13 categorie aggiudicandosi 3 premi: Miglior Gioco scelto dal pubblico, Miglior Animazione e Miglior Performance Protagonista. Ad aprile, il gioco viene premiato come Miglior Videogioco presso i GLAAD Media Awards e ottiene una candidatura presso i Visual Effects Society Awards. Il videogame, inoltre, ha vinto come Miglior Videogioco Internazionale ai German Video Game Awards e, ai DICE Awards, nella categorie Miglior Storia e Miglior Animazione, raggiungendo poi il traguardo dei 300 premi GOTY. A maggio, il gioco vince 8 premi presso i Webby Award.